# Wilhelm Hermann Georg Remer
Wilhelm Hermann Georg Remer (* 9. Juli 1775 in Braunschweig; † 31. Dezember 1850 in Breslau) war ein deutscher Mediziner.

## Leben
Der einzige Sohn des Julius August Remer (1738–1803) hatte 1793 an der den Universitäten in Helmstedt, Jena und  Göttingen viereinhalb Jahre lang studiert. In Helmstedt promovierte er 1797 mit der Abhandlung De plethora sanguinea („Über die Blutfülle“) zum Doktor der Medizin und wurde Magister der philosophischen Wissenschaften.
Er habilitierte sich in Helmstedt 1797 als Privatdozent, wurde 1799 außerordentlicher Professor und 1804 ordentlicher Professor der Medizin. Er wurde damit verbunden Direktor der dortigen ambulanten Klinik.
Nachdem die Universität Helmstedt ihren Lehrbetrieb eingestellt hatte, folgte er 1809 einer Berufung als ordentlicher Professor und Direktor der ambulanten Klinik an die Universität Königsberg, er war zugleich Direktor der dortigen Irrenanstalt und Herausgeber des Königsberger Archivs.
Zudem beteiligte er sich an den organisatorischen Aufgaben der Hochschule und war in den Jahren 1809/10 sowie 1813/14 Prorektor der Alma Mater.
1815 zog er in gleicher Eigenschaft an die Universität Breslau, wurde 1816 zum Medizinalrat ernannt und Mitglied des dortigen medizinischen Kollegiums.
1830 erfolgte seine Ernennung zum Regierungsmedizinalrat und 1837 zum Geheimen Medizinalrat. Zudem erhielt er den roten Adlerorden zweiter Klasse.
Als außerordentlich fruchtbarer Schriftsteller verfasste er zahlreiche physikalische, chemische und medizinische Arbeiten, die teilweise in unterschiedliche Sprachen übersetzt wurden. Viele dieser Arbeiten finden sich als Aufsätze in den Fachjournalen der damaligen Zeit. Remer war zudem Mitglied vieler Gelehrtengesellschaften.

## Werke (Auswahl)
- Diss. de plethora sanguinea. Fleckeisen, Helmstedt 1797.
  - Part 1 theoretica, pro gradu Doct. med. (Digitalisat)
  - Part 2 therapeutica, pro venia legendi,
- Progr. Cogitata quaedam de. causa.debilitatis, haemoptysin inlerdum exclpientis, et de vasorum, quae in hoc morbo sanguinem effundunt, genere proponit. Helmstedt 1798.
- Ueber Die Definition der Salze und die Einteilung bei den Säuren. Helmstedt 1798 (online)
- Lehrbuch der polizeigerichtlichen Chemie. Helmstedt 1803, 1812, 1827 1. Bd. (online); 2. Bde. Französisch unter dem Titel: Police judiciaire pharmaco-chimique, ou traite des alimens salubres, de leur sophistication et des alterations, qu'ils éprouvent dans les vaisseaux, qui servent á leur préparation; des subitances tirées des trois régnes que l'on peut constderer comme poisons; des matiéres venéneuses, que fournissent le serpent, les crapauds, les vers, les insectes etc., et des mésures de surveillance et de police nécessaires pour prévenir les méprises si funestes dans les préparations des rémedes etc. Traduit de l'allemand par E. J. B. Bouillon-Lagrange et Aug. Vogel. Précédé d'un rapport sur l'ouvrage fait a l'institut par Guyton - Morveau. Paris, 1816; Italienisch unter dem Titel: Polizia giudiciaria farmaco-chimica o sia trattato degli alimenti salubri della loro falsificazione, delle alterazioni che subiacono nei vasi di rame i quali servono a prepararli; dei veneni animali, vegetabili e miner ec. Del Sign. Gius-Chiappari. Mailand 1818, russische Übersetzung erschien in St. Petersburg 1818
- Plan und Gesetze des ambulatorischen Klinici zu Helmstedt. Helmstedt 1803.
- Handbuch der Heilmittellehre, für academische Vorlesungen. Braunschweig u. Helmstedt 1805.
- Diss. de tracheitide sicca, morbe infantibus proprio, periculosissimo, interdum epidemico, nondum satis cognito. Königsberg 1809.
- Allgemeine Theraphie der Krankheiten des Menschen. Zu akademischen Vorlesungen entworfen. Nebst 2. Tabellen. Breslau 1818.

Herausgeberschaften
- Joh. Fried. Jul. Spannuth, Predigt über die nichtigen Einwend. Und das schwere Vergehen derer, welche absichtlich ihre Kinder und Pfleglinge nicht durch Schutzblattern gegen die Kinderpocken zu sichern suchen. Helmstedt 1807.
- Joh. D. Metzger, System der gerichtlichen Arzneiwissenschaft, nach dem Tode des Verfassers vermehrt, verb. Und mit den nöth. Zus. Versehen von Ch. Gf. Gruner. 5. Auflage, erweitert und berichtigt. Königsberg/ Leipzig 1820 (online)